# Museo Carmen Funes
Museo Carmen Funes (littéralement depuis l'espagnol muséum Carmen Funes) est un muséum argentin située à Plaza Huincul. Il abrite une collection de fossiles de dinosaures, dont le seul spécimen en bon état du plus grand dinosaure connu, l'Argentinosaurus huinculensis ainsi que le seul embryon de sauropode découvert.

## Les collections
L'abréviation standard pour désigner la collection de ce muséum est MCF-PVPH, ou simplement à PVPH. Le muséum abrite 11 holotypes.

## Histoire
Le fondateur et premier directeur du musée est le paléontologue argentin Rodolfo Coria. Le musée dispose d'un espace d'exposition, d'ateliers pour la préparation des fossiles, et de magasins. Il collectionne les espèces découvertes dans le site riche que constitue la Pampa de Patagonie. Il a été créé en 1984, avec un financement municipal, et est ainsi devenu une importante attraction touristique de la province de Neuquén.